# سعید ملایی
سعید مُلایی یا سعید مولایی  (زاده ۵ دی ۱۳۷۰) جودوکار ایرانی-مغولستانی است. وی به عنوان نماینده مغولستان مدال نقره المپیک تابستانی ۲۰۲۰ در وزن ۸۱- کیلوگرم را به دست آورده و سابقهٔ حضور در المپیک ۲۰۱۶ به عنوان نمایندهٔ ایران را دارد. ملایی همچنین در رقابت‌های قهرمانی جهان به عنوان نمایندهٔ ایران در ۲۰۱۷ نشان برنز و در ۲۰۱۸ نشان طلا را گرفته‌است. او که برترین جودوکار جهانی در دسته خودش به حساب می‌آمد، در مسابقات قهرمانی جهان ۲۰۱۹ به خاطر روبرو نشدن و روی سکو نرفتن با نمایندهٔ اسرائیل، از حریفان خود شکست خورد و پس از این رویداد به کشور آلمان رفت. در ۱۱ آبان ۱۳۹۸، آلمان با پناهندگی سعید ملایی موافقت کرد، اما در آذر ۱۳۹۸، ملایی شهروند مغولستان شد و پس از آن با پرچم مغولستان در مسابقات بین‌المللی شرکت کرد.
پس از شکست‌های اجباری سعید مولایی، فدراسیون جهانی جودو، فدراسیون ملی ایران را برای چهار سال از شرکت در رقابت‌ها منع کرد. ملایی اعلام کرد که «به او دستور داده شده که باید در مسابقات ببازد تا به حریف اسرائیلی برخورد نکند».

## زندگی شخصی
ملایی ۵ دی ۱۳۷۰ در تهران زاده شد. در سال ۱۳۸۰ و در سن ۱۰ سالگی در تهران تهرانسر توسط مهرداد حسن‌زاده، مربی جودو، وارد مدرسه جودو خلیج فارس شد. وی در سال ۱۳۹۷ با نزاکت عزیزوا، ورزشکار جودوی جمهوری آذربایجان ازدواج نمود.

## فعالیت ورزشی

### ۲۰۱۵: برنز آسیا
ملایی در رقابت‌های قهرمانی آسیا ۲۰۱۵ در کویت شرکت نمود و به نشان برنز وزن ۸۱ کیلوگرم دست یافت.

### ۲۰۱۶: دومین برنز آسیا، شرکت در المپیک
ملایی در آوریل ۲۰۱۶ در مسابقات قهرمانی آسیا در تاشکند برای دومین بار به نشان برنز مسابقات دست یافت. وی توانست کوها از ژاپن و سبیروف از ازبکستان را از پیش رو بردارد، اما در رقابت نیمه‌نهایی برابر نایسف از لبنان شکست خورد. ملایی در رقابت برای کسب نشان برنز اوتگونباتار از مغولستان را با امتیاز ایپون شکست داد.
ملایی در وزن ۸۱ کیلوگرم مسابقات المپیک ریو ۲۰۱۶ به روی تاتامی رفت. وی در دور نخست استراحت داشت و در دور دوم به مصاف حسن خالمورزایف قهرمان سال ۲۰۱۶ اروپا از روسیه رفت و با گرفتن سه اخطار در برابر دو اخطار حریف، نتیجه را واگذار کرد و از دور مسابقات کنار رفت. ملایی یکی از این اخطارها را به دلیل باز و بسته کردن بدون اجازهٔ کمربندش گرفت. داور مسابقه احساس کرد ملایی دارد روند بازی را قطع می‌کند و به همین دلیل به او اخطار داد.

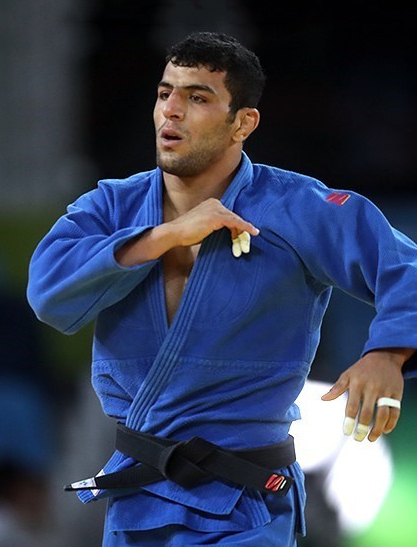
ملایی در بازی‌های المپیک تابستانی ۲۰۱۶

### ۲۰۱۷: برنز جهان، نایب قهرمانی آسیا
ملایی در چارچوب بازی‌های همبستگی کشورهای اسلامی که در باکو به انجام رسید، توانست به مدال طلای وزن ۸۱– کیلوگرم مردان دست یابد. او با پیروزی برابر سردار جومیف از ترکمنستان، ولادیمیر زولویف از قرقیزستان و ایلکر گولدورن از ترکیه به مقام قهرمانی و نشان طلا دست یافت.
ملایی ۲۶ مه ۲۰۱۷ در دستهٔ ۸۱– کیلوگرم مسابقات قهرمانی آسیا که در هنگ کنگ برگزار می‌شد شرکت کرد و نایب قهرمان این دسته شد. وی در رقابت پایانی برابر سوتارو فوجیوارا، نمایندهٔ ژاپن قرار گرفت و به این حریف ژاپنی باخت. وی در رقابت‌های تیمی این تورنمنت در قالب تیم ایران شرکت نمود و به همراه این تیم به مدال برنز دست یافت.
در ۳۱ اوت ملایی در رقابت‌های قهرمانی جهان در بوداپست، مجارستان به میدان رفت و ولادیمیر زولویف از قرقیزستان، الکسیوس نتاناتسیدیس از یونان، محمد عبدالعال مصری و فرانک دِ ویت هلندی را شکست داد و به جمع چهار نفر پایانی رسید. ملایی در نیمه‌پایانی از متئو مارکونسینی ایتالیایی شکست خورد و به دیدار برای تعیین مکان سوم راه یافت. جودوکار ایران در این دیدار برابر لازلو کزوکنی از کشور میزبان صاحب برتری شد و به‌طور مشترک با حسن خالمورزایف از روسیه در مکان سوم قرار گرفت و نشان برنز را از آن خود کرد. این نخستین مدال جودوی ایران در رقابت‌های جهانی پس از ده سال بود.
ملایی در یکی از مراحل گرند پری سال ۲۰۱۷ در هلند، در وزن ۸۱– کیلوگرم پس از استراحت در دور نخست، در دور دوم مقابل ژائو مارتینو از پرتغال به برتری رسید و راهی یک‌چهارم نهایی شد. ملایی با شکست مقابل حریفی از بلژیک از رسیدن به نیمه‌نهایی جودو گرند پری هلند بازماند و راهی گروه بازنده‌ها برای کسب نشان برنز شد. وی در گروه بازنده‌ها ابتدا نمایندهٔ گرجستان را شکست داد و پس از آن برای رسیدن به مدال برنز به مصاف فراکدیویت از هلند رفت و با شکست این جودوکار به مدال برنز دست یافت.

### ۲۰۱۸: قهرمانی جهان، نقره بازی‌های آسیایی
ملایی فوریه ۲۰۱۸ در رقابت‌های گرند اسلم دوسلدورف شرکت کرد و توانست به نشان طلای دستهٔ ۸۱ کیلوگرم برسد. وی که پیش از این مدال نقره و برنز رقابت‌های گرند اسلم باکو و ابوظبی در سال ۲۰۱۷ را کسب کرده بود، موفق شد در فینال وزن ۸۱ کیلوگرم مردان آلفا اومار دجالو، از فرانسه را با امتیاز ایپون شکست دهد و صاحب نخستین مدال طلای خود در رقابت‌های تور جهانی جودو شود. ملایی مدالش را از دستان اوله بیشاف آلمانی، قهرمان بازی‌های المپیک ۲۰۰۸ دریافت کرد.
ملایی ۳۰ اوت ۲۰۱۸ در بازی‌های آسیایی ۲۰۱۸ به نشان نقره دست یافت. او در این بازی‌ها با جودوکارانی از اندونزی، چین و کره جنوبی مبارزه کرد و به برتری رسید اما در رقابت پایانی برابر دیدار حمزه از ازبکستان باخت و دوم شد.
ملایی یک ماه پس از بازی‌های آسیایی و در ۲۳ سپتامبر در مسابقات قهرمانی جهان ۲۰۱۸ در باکو، جمهوری آذربایجان شرکت کرد و توانست پس از پانزده سال ایران را در این رقابت‌ها صاحب نشان طلا بکند. ملایی برای رسیدن به این مدال، در دیدار پایانی وزن ۸۱ کیلوگرم سوتارو فوجیوارا، حریف ژاپنی و دارندهٔ دو مدال طلای رقابت‌های گرند اسلم سال ۲۰۱۸ را با امتیاز ایپون از پیش رو برداشت و صاحب گردن آویز طلا شد. ملایی برای رسیدن به دیدار نهایی این وزن در نیمه‌نهایی، ودات آلبایراک، حریف قدرتمند ترکیه‌ای را در وقت طلایی با امتیاز وازاری شکست داده بود. ملایی در چهار دیدار قبلی خود اتیند باریاند از کانادا، لورا اسوینبورن از ایسلند، آنری اگوتیدزه از پرتغال و ماتیاس کاس از بلژیک را شکست داده بود.
جودوکار طلایی ایران پس از قرار گرفتن بر سکوی نخست این مسابقات گفت: «خدا را شاکرم که بعد از زحمت‌ها، تمرین‌ها و عرق ریختن‌های زیاد توانستم قهرمان جهان شوم. امروز روز بزرگی برایم بود. این مدال را به مردم کشورم و همه کسانی که برایم زحمت کشیدند، تقدیم می‌کنم.»
پیش از این، آرش میراسماعیلی آخرین جودوکار ایرانی بود که در سال ۲۰۰۳ توانسته بود مدال طلا را به دست بیاورد.
ملایی ۱۶ دسامبر ۲۰۱۸ در رقابت‌های مسترز چین حاضر شد و در نخستین دیدار خود در این مسابقات به مصاف تاکاشی ساساکی از ژاپن رفت و برای جلوگیری از رویارویی احتمالی با ساگی موکی، ورزشکار اسرائیلی، تن به «شکستی مصلحتی» داد. این در حالی بود که ساگی موکی، جودوکار اسرائیلی نیز در طرف دیگر مغلوب حریف بلژیکی شد و ملایی در صورت پیروزی برابر حریف ژاپنی خود، در دور بعد برابر ورزشکار بلژیکی قرار می‌گرفت.

### ۲۰۱۹: ادامهٔ شکست‌های مصلحتی، رقابت برای مغولستان
سعید ملایی در فوریه ۲۰۱۹ در چهارمین مرحله از مسابقات گرند پریکس در پاریس شرکت کرد. ملایی توانست کنیا کوهارا از ژاپن و الکساندر ویزرزاک از آلمان را شکست بدهد اما در دور یک‌چهارم نهایی در کمتر از ۲۰ ثانیه برابر روسلان موسایف از قرقیزستان شکست خورد. در این مسابقه ملایی که چهرهٔ او هنگام ورود به تاتامی، گرفته و ناراحت به نظر می‌رسید، برخلاف بازی‌های دیگر تلاش چندانی نکرد و خیلی زود با امتیاز ایپون تسلیم حریف شد. رسانه‌های ایران گزارش دادند که این شکست، یک «شکست مصلحتی» برای عدم رویارویی با نمایندهٔ اسرائیل در دور بعدی بوده‌است. ملایی در صورت پیروزی در این دیدار، باید در دور نیمه‌نهایی برابر ساگی موکی از اسرائیل قرار می‌گرفت. ملایی پس از این باخت، در دور شانس مجدد به رقابت پرداخت و با شکست دادن رقیبان خود به مدال برنز دست یافت.
سعید ملایی در قهرمانی جهان ۲۰۱۹ در توکیو، ژاپن به عنوان نفر نخست رده‌بندی جهانی در وزن ۸۱ کیلوگرم شرکت کرد. او برابر اشرف موتی (مراکش) با ایپون به برتری رسید و سپس مقابل کارلوس لوز (پرتغال) هم در مدت زمانی کوتاه پیروز شد. او در گام بعدی، حسن خالمورزایف قهرمان المپیک ۲۰۱۶ از روسیه را برد تا روانهٔ دور بعد شود. آنتوان فورتیه دارندهٔ مدال برنز المپیک از کانادا هم روی تاتامی مقابل ملایی تسلیم شد تا نمایندهٔ ایران قدرتمندانه به نیمه‌نهایی برسد. در طرف مقابل ساگی موکی از اسرائیل نیز به نیمه‌نهایی رسیده بود. در همین حین صداوسیمای ایران در بخش‌های مختلف خبری اعلام کرد که سعید ملایی «به دلیل مصدومیت شدید»، از ادامهٔ مسابقات کناره‌گیری کرده‌است. اما خبر صداوسیما واقعیت نداشت، چرا که ملایی برای رقابت با ماتیاس کاسی از بلژیک به روی تاتامی آمد اما با روحیه‌ای به هم ریخته در برابر ماتیاس کاسی شکست خورد. ملایی در دیدار رده‌بندی هم با نمایشی که بی‌تفاوتی در آن مشهود بود، به رقیب جوان گرجستانی باخت تا مسابقات جهانی را با دست خالی ترک کند. ملایی طبق سیاست حکومت ایران نه می‌توانست با ساگی مبارزه کند و نه اجازهٔ ایستادن همزمان با نمایندهٔ اسرائیل روی سکوی قهرمانی را داشت و در صورت تخطی از این موضوع، از سوی حکومت ایران با جریمه مواجه می‌شد. وی پس از این رویداد از «فشار» مقامات ایران به وی برای باخت عمدی به منظور جلوگیری از رویارویی با رقیب اسرائیلی خبر داد و از این رفتار مقامات سیاسی و ورزشی ایران انتقاد کرد. وی پس از مسابقات جهانی ۲۰۱۹ دیگر به ایران بازنگشت و با روادید ۲ ساله به آلمان رفت و از این کشور درخواست پناهندگی کرد. در نهایت دولت آلمان درخواست وی برای پناهندگی در آلمان را پذیرفت و قرار شد وی با پرچم آلمان در رقابت‌های بین‌المللی حضور یابد. در همین حال فدراسیون جهانی جودو نیز برای شرکت او در المپیک ۲۰۲۰ در تیم پناهندگان حمایت کرد. همچنین فدراسیون جهانی جودو، همهٔ همکاری‌های خود با ایران را تعلیق کرد.
ملایی در سپتامبر ۲۰۱۹ در گفت‌وگو با یورو نیوز بار دیگر به «سیاسی شدن ورزش» و «فشار حکومت ایران» اعتراض کرد. وی دلیل اصلی عدم بازگشت به ایران را «آرزوی شرکت در بازی‌های المپیک توکیو» عنوان کرد. وی گفت تصمیم شجاعانه‌ای گرفته‌است تا به «جهان اعلام کند به عنوان یک ورزشکار و انسان آزاد» می‌خواهد اختیار زندگی خود را در دست بگیرد. ملایی همچنین از ورزشکار و رقیب اسرائیلی خود به عنوان «یک دوست» یاد کرد و گفت «مبارزهٔ ورزشی تنها روی تشک (تاتامی) رخ می‌دهد» و نباید به آن رنگ سیاسی داد. او رقابت خود با حریف اسرائیلی در بازی‌های المپیک توکیو را محتمل دانست و از آن استقبال کرد.
ملایی ۲۳ نوامبر در رقابت‌های گرند اسلم اوزاکا و با نام فدراسیون جهانی با دو شکست برابر فوجی وارا و دی ولت از ژاپن و هلند از دور رقابت‌ها کنار رفت.
در ۲ دسامبر ۲۰۱۹ ملایی با دعوت رسمی تساخیاگین البگدورج، رئیس‌جمهور مغولستان و رئیس پیشین فدراسیون جودوی این کشور به اولان‌باتور، پایتخت مغولستان رفت و به عنوان شهروند مغولستان پذیرفته شد. او پس از آن با پرچم مغولستان در مسابقات بین‌المللی شرکت کرد. این در حالی بود که پیش از این در خبرها عنوان شده بود که وی برای آلمان به میدان خواهد رفت.
ملایی ۱۲ دسامبر در مسابقات مسترز چین که در کینگ دائو برگزار می‌شد، برای نخستین بار با پرچم مغولستان شرکت کرد و در دیدار نخست برابر کریستین پارلاتی (نفر ۲۸ رده‌بندی جهانی) شکست خورد و از ادامهٔ رقابت‌ها بازماند.

### ۲۰۲۰: کسب نخستین مدال برای مغولستان
دومین گرند اسلم سال ۲۰۲۰ فوریه در دوسلدورف، آلمان برگزار شد. ملایی در این رقابت‌ها برنلینر از آمریکا، لوکنتی از آرژانتین و دومنیک روزنا از کرواسی را شکست داد و در ادامه ابتدا برابر حسن خالمورزایف از روسیه و سپس ون دیولت از هلند باخت و در جایگاه هفتم وزن ۸۱ کیلوگرم ایستاد.
وی در ۲۴ اکتبر در گرند اسلم مجارستان در دستهٔ ۸۱ کیلوگرم شرکت کرد. ملایی در رقابت سوم–پنجمی با ضربهٔ فنی مقابل فرانک دِویت هلندی به برتری رسید و مدال برنز رقابت‌ها را کسب کرد. این نخستین مدال وی برای مغولستان در مسابقات بین‌المللی بود. ملایی پیش از این در دور نیمه‌نهایی مقابل آنتونیو فوریچر از کانادا در وقت طلایی شکست خورده و از رسیدن به دور نهایی بازمانده بود. وی پیش از نیمه‌نهایی برابر حریفانی از ترکیه، سوئد و فرانسه به برتری رسیده بود.

### ۲۰۲۱: نقره المپیک، سومین برنز آسیا
وی در فوریه ۲۰۲۱ برای اولین بار به عنوان یک ورزشکار ایرانی در مسابقات گرند اسلم تل آویو حضور پیدا کرد. حضور ملایی در اسرائیل با استقبال از سوی اسرائیلی‌ها همراه بود. صفحهٔ اینستاگرام وزارت خارجه اسرائیل به زبان فارسی با انتشار عکسی، ورود سعید ملایی به این کشور را تبریک گفت: «سعید جان خوش آمدید. شجاعت شما در مقابل بی‌عدالتی‌های جمهوری اسلامی قابل ستایش است. موفق باشید.» ملایی در نیمه‌نهایی گرند اسلم تل‌آویو موفق شد با امتیاز ایپون مقابل لاپیناگوف، جودوکار کشور روسیه به پیروزی برسد و به فینال این مسابقات در کشور اسرائیل راه پیدا کرد. وی با شکست در فینال گرند اسلم تل‌آویو مقابل بولتابوئف از ازبکستان، مدال نقرهٔ این رقابت‌ها را کسب کرد.
ملایی پس از رقابت‌های گرند اسلم، در رقابت‌های قهرمانی جودو آسیا-اقیانوسیه ۲۰۲۱ شرکت کرد و برای چهارمین بار به مدال برنز این مسابقات دست یافت. وی در دستهٔ ۸۱– کیلوگرم مقابل کامیابی از ایران با ضربهٔ فنی به پیروزی رسید. ملایی بعد از پیروزی مقابل کامیابی، مقابل نمایندهٔ تاجیکستان هم پیروز شد، اما در مبارزهٔ نیمه‌نهایی بعد از ۴ دقیقه در برابر نمایندهٔ میزبان (ولادیمیر زولوف) باخت را پذیرفت، سپس جودوکار قزاقستان را مغلوب کرد و به مدال برنز دست یافت.
ملایی ۲۷ ژوئیه به عنوان نفر ششم رنکینگ جهانی وزن ۸۱– کیلوگرم و برای دومین مرتبه در المپیک تابستانی شرکت کرد و به نشان نقره دست یافت. ملایی در مقابل دیدار حمزه (قزاقستان)، مراد فاتیف (جمهوری آذربایجان)، تاتو گریگالاشویلی (گرجستان) و شامیل برچاشویلی (اتریش) به پیروزی رسید و راهی رقابت پایانی شد. ملایی در نهایی مقابل تاکانوری ناگاسه، نفر سوم المپیک ۲۰۱۶ از ژاپن قرار گرفت و در وقت امتیاز طلایی مقابل حریف شکست خورد و به نشان نقره رسید. این مدال او نخستین مدال ورزشکاران زادهٔ ایران در رقابت‌های جودوی المپیک بود.